# 보츠와나의 부통령
보츠와나의 부통령은 보츠와나 정부에서 두 번째로 높은 행정관료이다. 부통령은 보츠와나의 대통령이 선출된 국회의원 중에서 임명한다. 부통령은 공석인 경우 대통령의 헌법상 후계자이다. 현재 부통령은 슬럼버 초그와네이다.

## 같이 보기
- 보츠와나의 정치